# Ministre de la Fonction publique (France)
Pour les articles homonymes, voir Ministre de la Fonction publique.
Le gouvernement français peut avoir un ministre de la Fonction publique, il est le plus souvent associé à d'autres portefeuilles, comme la réforme de l’État, le budget ou encore la décentralisation.
Depuis le 23 décembre 2024, Laurent Marcangeli est ministre de l'Action publique, de la Fonction publique et de la Simplification.

## Attributions
Bien qu'il ne soit pas placé auprès du Premier ministre, le ministre de la Fonction publique agit par délégation du Premier ministre pour une grande partie de ses attributions, compte tenu des compétences générales que détient le Premier ministre sur la fonction publique.
Le ministre prépare et met en œuvre la politique du Gouvernement en matière de fonction publique. Il préside le Conseil commun de la fonction publique, veille au respect tant des droits et obligations de l’ensemble des fonctionnaires que des principes régissant leur carrière.
Il conduit la politique de rénovation de la gestion des ressources humaines dans les administrations publiques.
Le ministre de la Transformation et de la Fonction publiques a autorité sur :
- la direction interministérielle de la transformation publique
- la direction interministérielle du numérique
- le centre interministériel de services informatiques relatifs aux ressources humaines
- la direction générale de l'administration et de la fonction publique (conjointement avec le Premier ministre)

Le cabinet du ministre est installé à nouveau à l'hôtel de Rothelin-Charolais depuis juillet 2020.

## Liste des ministres
Les dates indiquées sont les dates de prise ou de cessation des fonctions, qui sont en général la veille de la date du Journal officiel dans lequel est paru le décret de nomination.

### Troisième République
| Ministre ou Secrétaire d'État | Intitulé                                                                     | Ministre de tutelle | Intitulé du ministre de tutelle | Gouvernement | Début           | Fin          | Chef de l'État |
| ----------------------------- | ---------------------------------------------------------------------------- | ------------------- | ------------------------------- | ------------ | --------------- | ------------ | -------------- |
| Paul Reynaud                  | Vice-Président du Conseil, Justice et contrôle des Administrations publiques | Plein exercice      | Plein exercice                  | Tardieu 3    | 20 février 1932 | 3 juin 1932  | Paul Doumer    |
| Camille Chautemps             | Vice-Président du Conseil et Coordination                                    | Plein exercice      | Plein exercice                  | Reynaud      | 21 mars 1940    | 16 juin 1940 | Albert Lebrun  |

### Seconde Guerre mondiale
| Ministre ou Secrétaire d'État | Intitulé                                                                      | Ministre de tutelle | Intitulé du ministre de tutelle | Gouvernement                | Début             | Fin          | Chef de l'État    |
| ----------------------------- | ----------------------------------------------------------------------------- | ------------------- | ------------------------------- | --------------------------- | ----------------- | ------------ | ----------------- |
| René Pleven                   | Coordinateur des départements administratifs civils                           | Plein exercice      | Plein exercice                  | Comité national (à Londres) | 24 septembre 1941 | 7 juin 1943  | Charles de Gaulle |
| André Diethelm (intérim)      | Coordinateur des départements administratifs civils                           | Plein exercice      | Plein exercice                  | Comité national (à Londres) | 24 septembre 1941 | 7 juin 1943  | Charles de Gaulle |
| André Le Troquer              | Commissaire délégué à l’Administration des territoires métropolitains libérés | Plein exercice      | Plein exercice                  | CFLN 2 (à Alger)            | 4 avril 1944      | 26 août 1944 | Charles de Gaulle |

### Quatrième République
| Ministre ou Secrétaire d'État | Intitulé | Ministre de tutelle      | Intitulé du ministre de tutelle               | Gouvernement             | Début             | Fin               | Chef de l'État |
| ----------------------------- | --- | ------------------------ | --------------------------------------------- | ------------------------ | ----------------- | ----------------- | -------------- |
| Maurice Thorez                | Ministre d'État, vice-président du Conseil                                                                       | Plein exercice           | Plein exercice                                | Ramadier 1               | 19 février 1947   | 4 mai 1947        | Vincent Auriol |
| Pierre-Henri Teitgen          | Ministre d'État, vice-président du Conseil                                                                       | Plein exercice           | Plein exercice                                | Ramadier 1               | 4 mai 1947        | 22 octobre 1947   | Vincent Auriol |
| Aucun                         | Aucun | Aucun                    | Aucun                                         | Ramadier 2               | 22 octobre 1947   | 24 novembre 1947  | Vincent Auriol |
| Jean Biondi                   | Secrétaire d'État chargé de la Fonction publique et de la Réforme administrative                                 | Robert Schuman           | Président du Conseil                          | Schuman 1                | 26 novembre 1947  | 26 juillet 1948   | Vincent Auriol |
| Jean Biondi                   | Secrétaire d'État chargé de la Fonction publique et de la Réforme administrative                                 | André Marie              | Président du Conseil                          | Marie                    | 26 juillet 1948   | 5 septembre 1948  | Vincent Auriol |
| Jean Biondi                   | Secrétaire d'État chargé de la Fonction publique et de la Réforme administrative                                 | Christian Pineau         | Ministre Finances et Affaires économiques     | Schuman 2                | 5 septembre 1948  | 11 septembre 1948 | Vincent Auriol |
| Jean Biondi                   | Secrétaire d'État chargé de la Fonction publique et de la Réforme administrative                                 | Henri Queuille           | Président du Conseil                          | Queuille 1               | 11 septembre 1948 | 28 octobre 1949   | Vincent Auriol |
| Jean Biondi                   | Secrétaire d'État chargé de la Fonction publique et de la Réforme administrative                                 | Georges Bidault          | Président du Conseil                          | Bidault 2                | 29 octobre 1949   | 2 juillet 1950    | Vincent Auriol |
| Paul Giacobbi                 | Ministre d'État chargé de la Fonction publique et de la Réforme administrative                                   | Plein exercice           | Plein exercice                                | Queuille 2               | 2 juillet 1950    | 12 juillet 1950   | Vincent Auriol |
| Pierre Métayer                | Secrétaire d'État chargé de Fonction publique et de la Réforme administrative                                    | René Pleven              | Président du Conseil                          | Pleven 1                 | 12 juillet 1950   | 10 mars 1951      | Vincent Auriol |
| Pierre Métayer                | Secrétaire d'État chargé de Fonction publique et de la Réforme administrative                                    | Henri Queuille           | Président du Conseil, ministre de l'Intérieur | Queuille 3               | 10 mars 1951      | 11 août 1951      | Vincent Auriol |
| Aucun                         | Aucun | Aucun                    | Aucun                                         | Pleven 2                 | 11 août 1951      | 20 janvier 1952   | Vincent Auriol |
| Bernard Lafay                 | Secrétaire d'État chargé de la Fonction publique                                                                 | Edgar Faure              | Président du Conseil, ministre des Finances   | Edgar Faure 1            | 20 janvier 1952   | 8 mars 1952       | Vincent Auriol |
| Aucun                         | Aucun | Aucun                    | Aucun                                         | Pinay, Mayer et Laniel 1 | 8 mars 1952       | 16 janvier 1954   | Vincent Auriol |
| Aucun                         | Aucun | Aucun                    | Aucun                                         | Laniel 2                 | 16 janvier 1954   | 19 juin 1954      | René Coty      |
| Jean Masson                   | Secrétaire d'État à la Présidence du Conseil chargé de la Fonction publique                                      | Pierre Mendès France     | Président du Conseil                          | Mendès France            | 30 juin 1954      | 12 novembre 1954  | René Coty      |
| René Billères                 | Secrétaire d'État à la Présidence du Conseil chargé des Relations avec les Assemblées et de la Fonction publique | Pierre Mendès France     | Président du Conseil                          | Mendès France            | 12 novembre 1954  | 23 février 1955   | René Coty      |
| Aucun                         | Aucun | Aucun                    | Aucun                                         | Edgar Faure 2            | 23 février 1955   | 1er février 1956  | René Coty      |
| Pierre Métayer                | Secrétaire d'État chargé de la Fonction publique                                                                 | Guy Mollet               | Président du Conseil                          | Mollet                   | 1er février 1956  | 13 juin 1957      | René Coty      |
| Jean Meunier                  | Secrétaire d'État chargé de la Fonction publique et de la Réforme administrative                                 | Maurice Bourgès-Maunoury | Président du Conseil                          | Bourgès-Maunoury         | 17 juin 1957      | 6 novembre 1957   | René Coty      |
| Raymond Marcellin             | Secrétaire d'État chargé de la Fonction publique et de la Réforme administrative                                 | Félix Gaillard           | Président du Conseil                          | Gaillard                 | 11 novembre 1957  | 14 mai 1958       | René Coty      |
| Aucun                         | Aucun | Aucun                    | Aucun                                         | Pflimlin                 | 14 mai 1958       | 1er juin 1958     | René Coty      |
| Guy Mollet                    | Ministre d'État, chargé du statut général des fonctionnaires                                                     | Plein exercice           | Plein exercice                                | de Gaulle 3              | 14 juin 1958      | 8 janvier 1959    | René Coty      |

### Cinquième République
| Ministre délégué ou secrétaire d'État  | Intitulé                                                                                            | Ministre de tutelle             | Intitulé | Gouvernement                    | Période                         | Période                         |
| Présidence de Charles de Gaulle        | Présidence de Charles de Gaulle                                                                     | Présidence de Charles de Gaulle | Présidence de Charles de Gaulle                                                                                           | Présidence de Charles de Gaulle | Présidence de Charles de Gaulle | Présidence de Charles de Gaulle |
| -------------------------------------- | --------------------------------------------------------------------------------------------------- | ------------------------------- | --- | ------------------------------- | ------------------------------- | ------------------------------- |
| Pierre Chatenet                        | Secrétaire d’État chargé des Problèmes d'administration générale                                    | Michel Debré                    | Premier ministre | Debré                           | 8 janvier 1959                  | 28 mai 1959                     |
| Louis Joxe                             | Secrétaire d’État chargé de la Fonction publique                                                    | Michel Debré                    | Premier ministre | Debré                           | 24 juillet 1959                 | 15 janvier 1960                 |
| Pierre Guillaumat                      | Ministre délégué chargé de l'Énergie atomique et de la Fonction publique                            | Michel Debré                    | Premier ministre | Debré                           | 19 mars 1960                    | 14 avril 1962                   |
| Jean de Broglie                        | Secrétaire d’État chargé de la Fonction publique                                                    | Georges Pompidou                | Premier ministre | Pompidou 1                      | 14 avril 1962                   | 28 novembre 1962                |
| Louis Joxe                             | Ministre d’État, chargé de la Réforme administrative,                                               | Plein exercice                  | Plein exercice | Pompidou 2 et 3                 | 6 décembre 1962                 | 6 avril 1967                    |
| Edmond Michelet                        | Ministre d’État, chargé de la Fonction publique                                                     | Plein exercice                  | Plein exercice | Pompidou 4                      | 6 avril 1967                    | 31 mai 1968                     |
| Robert Boulin                          | Ministre de la Fonction publique                                                                    | Plein exercice                  | Plein exercice | Pompidou 5                      | 31 mai 1968                     | 10 juillet 1968                 |
| Philippe Malaud                        | Secrétaire d’État chargé de la Fonction publique                                                    | Maurice Couve de Murville       | Premier ministre | Couve de Murville               | 12 juillet 1968                 | 20 juin 1969                    |
| Présidence de Georges Pompidou         | |                                 | |                                 |                                 |                                 |
| Philippe Malaud                        | Secrétaire d’État auprès du Premier ministre                                                        | Jacques Chaban-Delmas           | Premier ministre | Chaban-Delmas                   | 22 juin 1969                    | 7 janvier 1971                  |
| Philippe Malaud                        | Secrétaire d’État chargé de la Fonction publique                                                    | Jacques Chaban-Delmas           | Premier ministre | Chaban-Delmas                   | 7 janvier 1971                  | 6 juillet 1972                  |
| Philippe Malaud                        | Secrétaire d’État chargé de la Fonction publique et des Services de l'information                   | Pierre Messmer                  | Premier ministre | Messmer 1                       | 6 juillet 1972                  | 2 avril 1973                    |
| Paul Dijoud                            | Secrétaire d’État chargé de la Fonction publique                                                    | Pierre Messmer                  | Premier ministre | Messmer 2                       | 20 avril 1973                   | 27 février 1974                 |
| Philippe Malaud                        | Ministre de la Fonction publique                                                                    | Plein exercice                  | Plein exercice | Messmer 2                       | 23 octobre 1973                 | 27 février 1974                 |
| Christian Poncelet                     | Secrétaire d’État chargé de la Fonction publique                                                    | Pierre Messmer                  | Premier ministre | Messmer 3                       | 1er mars 1974                   | 28 mai 1974                     |
| Présidence de Valéry Giscard d'Estaing | |                                 | |                                 |                                 |                                 |
| Roger Poudonson                        | Secrétaire d’État chargé de la Fonction publique                                                    | Jacques Chirac                  | Premier ministre | Chirac 1                        | 28 mai 1974                     | 29 octobre 1974                 |
| Gabriel Péronnet                       | Secrétaire d’État chargé de la Fonction publique                                                    | Jacques Chirac                  | Premier ministre | Chirac 1                        | 29 octobre 1974                 | 27 août 1976                    |
| Maurice Ligot                          | Secrétaire d’État chargé de la Fonction publique                                                    | Raymond Barre                   | Premier ministre, ministre de l'Économie et des Finances                                                                  | Barre 1 et 2                    | 27 août 1976                    | 6 avril 1978                    |
| Jacques Dominati                       | Secrétaire d’État auprès du Premier ministre                                                        | Raymond Barre                   | Premier ministre | Barre 3                         | 6 avril 1978                    | 22 mai 1981                     |
| Présidence de François Mitterrand      | |                                 | |                                 |                                 |                                 |
| Catherine Lalumière                    | Secrétaire d’État chargée de la Fonction publique et des Réformes administratives                   | Pierre Mauroy                   | Premier ministre | Mauroy 1                        | 22 mai 1981                     | 23 juin 1981                    |
| Anicet Le Pors                         | Ministre délégué chargé de la Fonction publique et des Réformes administratives                     | Pierre Mauroy                   | Premier ministre | Mauroy 2                        | 23 juin 1981                    | 22 mars 1983                    |
| Anicet Le Pors                         | Secrétaire d’État chargé de la Fonction publique et des Réformes administratives                    | Pierre Mauroy                   | Premier ministre | Mauroy 3                        | 24 mars 1983                    | 23 juillet 1984                 |
| Jean Le Garrec                         | Secrétaire d’État chargé de la Fonction publique et des Simplifications administratives             | Laurent Fabius                  | Premier ministre | Fabius                          | 23 juillet 1984                 | 20 mars 1986                    |
| Hervé de Charette                      | Ministre délégué chargé de la Fonction publique et du Plan                                          | Jacques Chirac                  | Premier ministre | Chirac 2                        | 20 mars 1986                    | 12 mai 1988                     |
| Michel Durafour                        | Ministre de la Fonction publique et des Réformes administratives                                    | Plein exercice                  | Plein exercice | Rocard 1                        | 12 mai 1988                     | 28 juin 1988                    |
| Michel Durafour                        | Ministre de la Fonction publique et des Réformes administratives                                    | Plein exercice                  | Plein exercice | Rocard 2                        | 28 juin 1988                    | 22 février 1989                 |
| Michel Durafour                        | Ministre d’État, ministre de la Fonction publique et des Réformes administratives                   | Plein exercice                  | Plein exercice | Rocard 2                        | 22 février 1989                 | 16 mai 1991                     |
| Jean-Pierre Soisson                    | Ministre d’État, ministre de la Fonction publique et de la Modernisation de l'administration        | Plein exercice                  | Plein exercice | Cresson                         | 16 mai 1991                     | 28 mars 1992                    |
| Michel Delebarre                       | Ministre d’État, ministre de la Fonction publique et des Réformes administratives                   | Plein exercice                  | Plein exercice | Bérégovoy                       | 4 avril 1992                    | 30 mars 1993                    |
| André Rossinot                         | Ministre de la Fonction publique                                                                    | Plein exercice                  | Plein exercice | Balladur                        | 30 mars 1993                    | 18 mai 1995                     |
| Présidence de Jacques Chirac           | |                                 | |                                 |                                 |                                 |
| Jean Puech                             | Ministre de la Fonction publique                                                                    | Plein exercice                  | Plein exercice | Juppé 1                         | 18 mai 1995                     | 6 novembre 1995                 |
| Dominique Perben                       | Ministre de la Fonction publique, de la Réforme de l’État et de la Décentralisation                 | Plein exercice                  | Plein exercice | Juppé 2                         | 6 novembre 1995                 | 4 juin 1997                     |
| Émile Zuccarelli                       | Ministre de la Fonction publique, de la Réforme de l’État et de la Décentralisation                 | Plein exercice                  | Plein exercice | Jospin                          | 4 juin 1997                     | 27 mars 2000                    |
| Michel Sapin                           | Ministre de la Fonction publique et de la Réforme de l’État                                         | Plein exercice                  | Plein exercice | Jospin 2                        | 27 mars 2000                    | 7 mai 2002                      |
| Jean-Paul Delevoye                     | Ministre de la Fonction publique, de la Réforme de l’État et de l'Aménagement du territoire         | Plein exercice                  | Plein exercice | Raffarin 1 et 2                 | 7 mai 2002                      | 30 mars 2004                    |
| Renaud Dutreil                         | Ministre de la Fonction publique et de la Réforme de l’État                                         | Plein exercice                  | Plein exercice | Raffarin 3                      | 31 mars 2004                    | 31 mai 2005                     |
| Christian Jacob                        | Ministre de la Fonction publique                                                                    | Plein exercice                  | Plein exercice | Villepin                        | 2 juin 2005                     | 15 mai 2007                     |
| Présidence de Nicolas Sarkozy          | |                                 | |                                 |                                 |                                 |
| Aucun                                  | Aucun                                                                                               | Éric Woerth                     | Ministre du Budget, des Comptes publics et de la Fonction publique                                                        | Fillon 1                        | 18 mai 2007                     | 18 juin 2007                    |
| André Santini                          | Secrétaire d'État chargé de la Fonction publique                                                    | Éric Woerth                     | Ministre du Budget, des Comptes publics et de la Fonction publique                                                        | Fillon 2                        | 19 juin 2007                    | 23 juin 2009                    |
| Aucun                                  | Aucun                                                                                               | Éric Woerth                     | Ministre du Budget, des Comptes publics, de la Fonction publique et de la Réforme de l'État                               | Fillon 2                        | 23 juin 2009                    | 22 mars 2010                    |
| Georges Tron                           | Secrétaire d'État chargé de la Fonction publique,                                                   | Éric Woerth                     | Ministre du Travail, de la Solidarité et de la Fonction publique                                                          | Fillon 2                        | 22 mars 2010                    | 13 novembre 2010                |
| Georges Tron                           | Secrétaire d'État chargé de la Fonction publique,                                                   | François Baroin                 | Ministre du Budget, des Comptes publics, de la Fonction publique et de la Réforme de l'État, porte-parole du Gouvernement | Fillon 3                        | 14 novembre 2010                | 29 mai 2011                     |
| Aucun                                  | Aucun                                                                                               | François Baroin                 | Ministre du Budget, des Comptes publics, de la Fonction publique et de la Réforme de l'État, porte-parole du Gouvernement | Fillon 3                        | 29 mai 2011                     | 29 juin 2011                    |
| François Sauvadet                      | Ministre de la Fonction publique                                                                    | Plein exercice                  | Plein exercice | Fillon 3                        | 29 juin 2011                    | 10 mai 2012                     |
| Présidence de François Hollande        | |                                 | |                                 |                                 |                                 |
| Marylise Lebranchu                     | Ministre de la Réforme de l'État, de la Décentralisation et de la Fonction publique                 | Plein exercice                  | Plein exercice | Ayrault 1 et 2                  | 16 mai 2012                     | 31 mars 2014                    |
| Marylise Lebranchu                     | Ministre de la Décentralisation, de la Réforme de l'État et de la Fonction publique                 | Plein exercice                  | Plein exercice | Valls 1                         | 2 avril 2014                    | 3 juin 2014                     |
| Marylise Lebranchu                     | Ministre de la Décentralisation et de la Fonction publique                                          | Plein exercice                  | Plein exercice | Valls 1                         | 3 juin 2014                     | 25 août 2014                    |
| Marylise Lebranchu                     | Ministre de la Décentralisation et de la Fonction publique                                          | Plein exercice                  | Plein exercice | Valls 2                         | 26 août 2014                    | 11 février 2016                 |
| Annick Girardin                        | Ministre de la Fonction publique                                                                    | Plein exercice                  | Plein exercice | Valls 2                         | 11 février 2016                 | 6 décembre 2016                 |
| Annick Girardin                        | Ministre de la Fonction publique                                                                    | Plein exercice                  | Plein exercice | Cazeneuve                       | 6 décembre 2016                 | 15 mai 2017                     |
| Présidence d'Emmanuel Macron           | |                                 | |                                 |                                 |                                 |
| Gérald Darmanin                        | Ministre de l'Action et des Comptes publics                                                         | Plein exercice                  | Plein exercice | Philippe 1 et 2                 | 15 mai 2017                     | 6 juillet 2020                  |
| Amélie de Montchalin                   | Ministre de la Transformation et de la Fonction publiques                                           | Plein exercice                  | Plein exercice | Castex                          | 6 juillet 2020                  | 20 mai 2022                     |
| Stanislas Guerini                      | Ministre de la Transformation et de la Fonction publiques                                           | Plein exercice                  | Plein exercice | Borne                           | 20 mai 2022                     | 11 janvier 2024                 |
| Stanislas Guerini                      | Ministre de la Transformation et de la Fonction publiques                                           | Plein exercice                  | Plein exercice | Attal                           | 8 février 2024                  | 21 septembre 2024               |
| Guillaume Kasbarian                    | Ministre de la Fonction publique, de la Simplification et de la Transformation de l’action publique | Plein exercice                  | Plein exercice | Barnier                         | 21 septembre 2024               | 23 décembre 2024                |
| Laurent Marcangeli                     | Ministre de l'Action publique, de la Fonction publique et de la Simplification                      | Plein exercice                  | Plein exercice | Bayrou                          | 23 décembre 2024                | En fonction                     |

### Sources
- Les gouvernements et les assemblées parlementaires sous la Ve République : 1958-2009, vol. 2, Secrétariat général de la Présidence et service de la Communication de l'Assemblée nationale, coll. « Connaissance de l'Assemblée », décembre 2008 (lire en ligne)
- « Toutes les personnalités ayant occupé le poste de la catégorie « Services du premier ministre » », Base de données historiques des gouvernements et Présidents des assemblées parlementaires (Régimes politiques français depuis 1789), Assemblée nationale (consulté le 12 février 2018)
- « Les Gouvernements de la IIIe République » (version du 25 février 2014 sur Internet Archive), Assemblée nationale
- « Les Gouvernements de la IVe République » (version du 15 février 2014 sur Internet Archive), Assemblée nationale
- « Les Gouvernements de la Ve République », Assemblée nationale (consulté le 24 mars 2010)